# Hypnos monopterygius
Hypnos monopterygius é uma espécie de peixe da família Torpedinidae.
É endémica da Austrália.
Os seus habitats naturais são: mar aberto e mar costeiro.